# Bênção

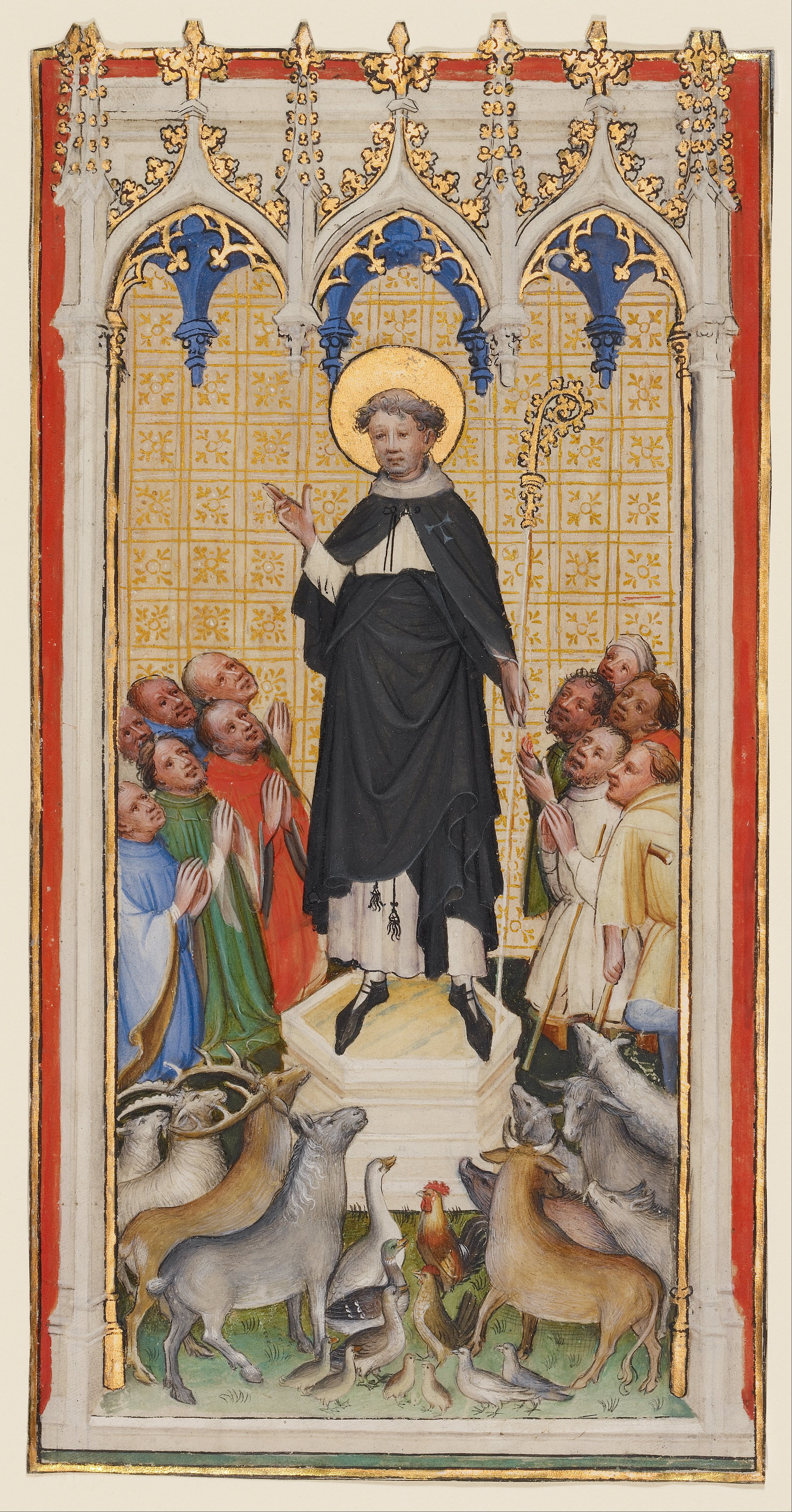
Santo Antônio Abade abençoando os animais

Bênção, de uma maneira geral, é uma expressão proferida oralmente constituindo de um desejo benigno para uma pessoa, grupo ou mesmo uma instituição, que pressupõe um efeito no mundo espiritual, de modo a afetar o mundo físico, fazendo com que o desejo se cumpra. Existem variações e especificações conforme a religião.
No hebraico, a palavra bênção (baarah) vem de uma raiz (barakeh, beirakheh) que significa ajoelhar, abençoar, exaltar, agradecer, felicitar, saudar. Tanto no hebraico quanto no grego (eulogia) apresenta um sentido de concessão de alguma coisa material. Todavia, a forma grega acrescenta ainda os bens espirituais. Nos dicionários, consta como ação de benzer, favor divino, graça.

## Cristianismo
Bênção:
- 1) antônimo de maldição (Dt 11,26).
- 2) promessa de bons presságios para o povo de Deus (Gn 12,2; Lv 25,21).
- 3) a poderosa mão de Deus.
- 4) algo dado por Deus a nós (Dt 16,17).

A bênção foi mencionada, na Bíblia, pela primeira vez em Gênesis 1,22 «Então Deus os abençoou, dizendo: “Sejam férteis e multipliquem-se! Encham as águas dos mares! E multipliquem-se as aves na terra”». Onde Deus abençoou todas os seres vivos criados até aquele momento: Em Gênesis 12,2 Deus anunciou a Abrão qual seria seu propósito de vida: «Farei de ti uma grande nação; abençoar-te-ei, e engrandecerei o teu nome; sê tu uma bênção.» (VRA). A bênção dada aqui a Abraão, foi que este seria uma grande nação, que o nome deste seria engrandecido e que Abraão deveria abençoar assim como a ele foi abençoado.
Outro exemplo claro se encontra em Lv 25,21 - «Então eu mandarei a minha bênção sobre vós no sexto ano, e a terra produzirá fruto bastante para os três anos.»
Há casos em que a bênção é mencionada como sendo algo dado por Deus àqueles que são seus Dt 16,17:  «Cada qual oferecerá conforme puder, conforme a bênção que o Senhor teu Deus lhe houver dado.»
Poderá ser alcançada mediante uma vida de obediência aos mandamentos de Deus (Dt 28).
Gênesis 1,28 é a primeira citação Bíblica de Deus abençoando o homem: «E Deus os abençoou, e Deus lhes disse: “Frutificai e multiplicai-vos, e enchei a terra, e sujeitai-a; e dominai sobre os peixes do mar e sobre as aves dos céus, e sobre todo o animal que se move sobre a terra.”»
A mais bonita e significante citação Bíblica de Deus abençoando o homem está em Efésios 1,3 onde o Apóstolo São Paulo nos relata que não há uma só bênção que ele não houvesse proferido sobre o cristão: «Bendito o Deus e Pai de nosso Senhor Jesus Cristo, o qual nos abençoou com todas as bênçãos espirituais nos lugares celestiais em Cristo.»